# Lev Prchala
Lev Prchala (23. března 1892 Slezská Ostrava – 11. června 1963 Feldbach, Rakousko) byl český generál a exilový politik.

## Životopis

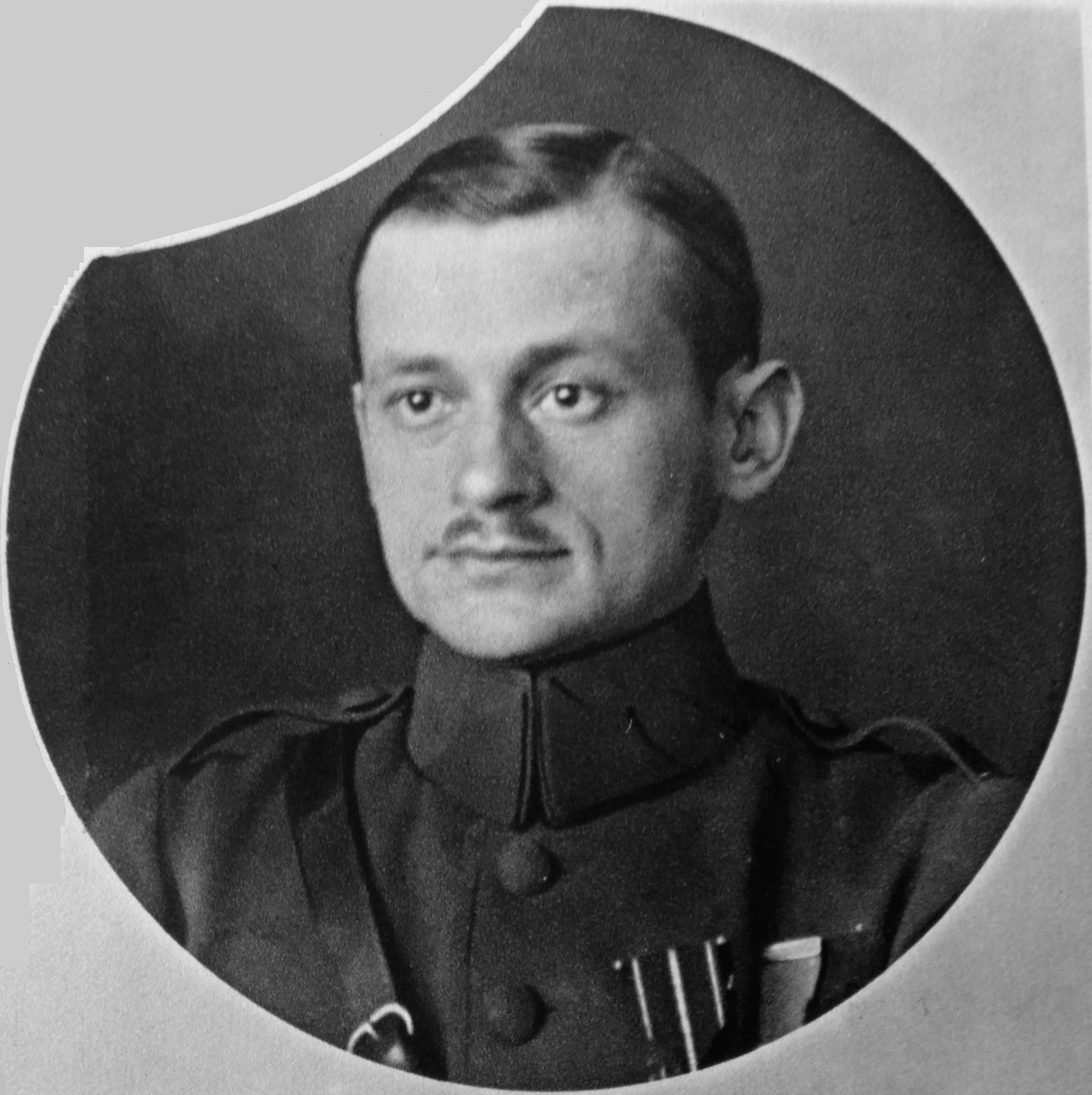
Plukovník Lev Prchala - velitel III. československé divize v čs. legiích v Rusku (kolem 1918-1920)

Během první světové války byl v roce 1916 jako nadporučík rakousko-uherské armády zajat na východní frontě. Již dalšího roku vstoupil do Československých legií v Rusku, v jejichž řadách se účastnil bojů proti německým vojskům a později proti Rudé armádě.
Zpět do své vlasti se dostal v roce 1920 přes Vladivostok. Po studiu na vysoké válečné škole v Paříži působil v několika funkcích v československé armádě. V roce 1925 se stal brigádním generálem, 1928 divizním generálem a 1936 armádním generálem. V době mnichovské krize velel 4. armádě, která měla bránit jižní Moravu. Stavěl se důrazně proti kapitulaci, navštívil i Edvarda Beneše, aby mu tlumočil svůj názor, a účastnil se i příprav státního převratu, který měl rozhodnutí o kapitulaci zvrátit; převrat se nakonec neuskutečnil.
Po kapitulaci byl Prchala jmenován vojenským velitelem Podkarpatské Rusi a členem tamní vlády. 15. března 1939 nařídil vojenskou obranu proti maďarskému útoku, která se udržela tři dny. Po obsazení Podkarpatské Rusi Prchala odešel do Protektorátu, odkud uprchl do Polska. Zde organizoval československé vojenské jednotky a velel Legii Čechů a Slováků. 17. září 1939 odjel do Francie, později byl nucen emigrovat do Velké Británie. V exilu patřil mezi výrazné odpůrce politiky Edvarda Beneše, který jej také v říjnu 1940 postavil mimo vojenskou službu.
Do Československa se Prchala již nikdy nevrátil. V červenci 1945 byl na návrh čs. vlády zbaven hodnosti armádního generála, kterou později úspěšně vysoudil u britského soudu zpět. V exilu se nadále politicky angažoval, mimo jiné spolupracoval i se sudetoněmeckými organizacemi, a v roce 1958 obdržel Evropskou cenu Karla IV. Zemřel při rekreačním pobytu ve štýrském Feldbachu a je pohřben na lesním hřbitově v Mnichově.

## Prchalova armáda
Jedním z hlavních odpůrců odbojové koncepce prezidenta Edvarda Beneše během druhé světové války byl armádní generál Lev Prchala. Po skončení války v roce 1945 zůstal se svými stoupenci v britském exilu a politicky bojoval proti režimu v Československu.
Informace, že pod jeho velením existovaly v západních okupačních zónách Německa československé vojenské jednotky (tzv. „Prchalova armáda“) složené z dobrovolníků odhodlaných bojovat v případném válečném konfliktu mezi Východem a Západem proti Československu, byla jen fámou. Takováto armáda nikdy nevznikla, i když v to věřily desítky osob nespokojených s vývojem politické situace v nově se rodícím poválečném Československu.
Dezinformace o činnosti Lva Prchaly a jeho „Prchalově armádě“ (i o podpoře, které se jí dostává ze Západu) záměrně šířily a živily tehdejší tajné služby (ovládané už před únorem 1948 komunisty) ve snaze využít je k promyšlené propagandě. Aby nebezpečí získalo na věrohodnosti, bylo třeba čas od času odhalit a zneškodnit „prchalovské podhoubí“ přímo v republice:
- Příkladem toho byla aféra z konce roku 1945. Tehdy bylo (při příjezdu z Velké Británie) zatčeno několik zahraničních vojáků. Byli obviněni z pašování prchalovských letáků. Dokonce jim hrozil mimořádný lidový soud, před kterým měli být souzeni spolu s válečnými zločinci a kolaboranty.[5]
- Dalším příkladem (z počátku roku 1947) byla snaha tajných služeb vyprovokovat vznik a činnost údajné „protistátní skupiny“ napojené na prchalovský exil na Jáchymovsku. Do této aféry měl být jako její hlavní aktér zatažen tehdy velmi populární Jan Smudek, který se netajil svými ostře protikomunistickými názory. Celá tato akce skončila blamáží.[5]
- Soud s šiřiteli prchalovských letáků proběhl i v listopadu 1947. S dalšími osobami byl souzen Stanislav Nikolau, významný předválečný geograf a novinář (též prvorepublikový předseda Vlajky), který byl za další předání letáku odsouzen na 4 měsíce nepodmíněně (odpykáno vyšetřovací vazbou).[6]

## Vyznamenání
| Medaile za statečnost, malá stříbrná            | Medaile za statečnost, malá stříbrná            |
| Medaile za statečnost, velká stříbrná           | Medaile za statečnost, velká stříbrná           |
| Vojenský záslužný kříž, III. třídy              | Vojenský záslužný kříž, III. třídy              |
| Řád svatého Vladimíra, IV. třídy s meči a mašlí | Řád svatého Vladimíra, IV. třídy s meči a mašlí |
| Řád sokola, vojenská skupina s meči             | Řád sokola, vojenská skupina s meči             |
| Válečný kříž                                    | Válečný kříž                                    |
| Československý válečný kříž 1914–1918           | Československý válečný kříž 1914–1918           |
| Řád za vynikající službu                        | Řád za vynikající službu                        |
| Řád čestné legie, V. třídy – rytíř              | Řád čestné legie, V. třídy – rytíř              |
| Válečný kříž                                    | Válečný kříž                                    |
| Válečný záslužný kříž                           | Válečný záslužný kříž                           |
| Řád medvědobijce, II. třídy                     | Řád medvědobijce, II. třídy                     |
| Medaile vítězství                               | Československá medaile Vítězství                |
| Československá revoluční medaile                | Československá revoluční medaile                |
| Řád rumunské koruny, II. třídy - velkodůstojník | Řád rumunské koruny, II. třídy - velkodůstojník |
| Řád čestné legie, IV. třídy – důstojník         | Řád čestné legie, IV. třídy – důstojník         |
| Medaile Za vojenské zásluhy 1917                | Medaile Za vojenské zásluhy 1917                |
| Řád rumunské hvězdy, II. třídy s meči           | Řád rumunské hvězdy, II. třídy s meči           |
| Řád bílého orla, II. třídy - velkodůstojník     | Řád bílého orla, II. třídy - velkodůstojník     |
| Kříž za chrabrost                               | Kříž za chrabrost                               |

## Ztvárnění v umění
V roce 2013 ho v seriálu České století ve 2. epizodě Den po Mnichovu (1938) ztvárnil herec Karel Dobrý.